# アジア作曲家連盟
アジア作曲家連盟 (Asian Composers League, ACL) は、アジア太平洋地域の現代音楽振興および文化交流のための組織である。1973年に設立された。

## 沿革
この連盟はアジアの現代音楽を牽引する日本、韓国、台湾、香港の4人の作曲家たちの呼び掛けで、1973年に香港で設立された。日本からは入野義朗を中心とする3名、台湾からは許常惠ら6名、香港からはLin Sheng-Shihと林樂培ら6名が参加した。その後1974年に京都、1975年にマニラ、1976年に台北、1977年にバンコク、1978年にソウルの各地で総会が開かれ、以降も加盟国の都市で総会と音楽祭が定期的に開催されている。2020年時点の加盟国は、オーストラリア、中国 (香港)、インドネシア、イスラエル、日本、韓国、マレーシア、ニュージーランド、フィリピン、シンガポール、台湾、タイ、トルコ、ベトナム、タタルスタンである。連盟のこれまでの会長には、ルクレシア・カシラグ、Sung-Jae Lee、ラモン・サントス、松下功、陳錦標などがいる。
授与している賞:
- アジア作曲家連盟青年作曲賞 (ACL青年作曲賞)
- アジア作曲家連盟入野義朗記念賞[5] (ACL入野義朗記念賞)
- アジア作曲家連盟優秀演奏賞

## 名誉会員
- 芥川也寸志
- 周文中 (Chou Wen-chung)
- Tsang-Houei Hsu
- 入野義朗
- ルクレシア・カシラグ
- 林樂培 (Doming Lam)
- Sung-Jae Lee
- 馬水龍 (Ma Shuilong)
- ホセ・マセダ
- 黛敏郎
- ラモン・サントス (Ramon P. Santos)
- 林聲翕 (Lin Shengyi)
- Kyungsung Suh
- 入野禮子
- 武満徹
- 尹伊桑
- ジャック・ボディ
- 許常惠
- 松下功
- 李誠戴
- パン・ファンロン
- R. ツァン